# Карло Маккаферрі
Карло Маккаферрі (італ. Carlo Maccaferri, 6 лютого 1909, Ла-Спеція - 9 жовтня 1985, Ліворно) - італійський адмірал, учасник Другої світової війни.

## Біографія
Карло Маккаферрі народився 6 лютого 1909 року у Ла-Спецїї. У 1924 році вступив до Військово-морської академії в Ліворно, яку закінчи у 1929 році у званні гардемарина.
У 1936 році, вже будучи у званні лейтенанта, брав участь на борту есмінця «Ніколозо да Рекко» у військових місіях під час Громадянської війни в Іспанії.
У 1937 році був переведений на крейсер «Дука дельї Абруцці» начальником артилерії. На ньому він застав вступ Італії у Другу світову війну 10 червня 1940 року і прослужив до січня 1943 року, взявши участь у всіх боях крейсера. У 1941 році отримав звання капітана III рангу.
У січні 1943 року був призначений капітаном міноносця «Чіньйо». 16 квітня того ж року, коли міноносці «Чіньйо» та «Кассіопея» супроводжували транспортне судно «Беллуно» за маршрутом маршруту Трапані — Туніс, вони були атаковані двома британськими есмінцями «Пакенгам» і «Паладин». Під час швидкоплинного бою «Чіньйо» торпедним залпом потопив есмінець «Пакенгам», але сам зазнав влучань торпед та артилерійських снарядів, та затонув під час спроби буксирування. За сміливість, проявлену у цьому бою, Карло Маккаферрі був нагороджений  Срібною медаллю «За військову доблесть» і представлений до звання капітана II рангу.
Після капітуляції Італії 8 серпня 1943 року ніс службу на крейсерах «Раймондо Монтекукколі» та «Дука дельї Абруцці», бравши участь у бойових діях на стороні союзників проти німців.
Після закінчення війни був заступником начальника генерального штабу флоту, потім командувачем 2-ї ескадри корветів. Протягом 1950-1955 років був заступником керівника Інституту морської війни (італ. Instituto di guerra marittima). Отримавши звання капітана I рангу, командував крейсером «Джузеппе Гарібальді», а пізніше навчальним протичовновим центром. У 1958 році отримав звання контрадмірала, у 1962 році - дивізійного адмірала. Очолював військово-морське командування в Таранто, протягом 1965-1968 років - автономне військово-морське командування на Сардинії.
У 1968 році отримав звання ескадреного адмірала.
У 1972 році вийшов у відставку. Помер в Ліворно 9 жовтня 1985 року.

## Нагороди
- Срібна медаль «За військову доблесть»
- Бронзова медаль «За військову доблесть» (нагороджений двічі)
- Хрест «За військову доблесть» (нагороджений двічі)
- Хрест «За бойові заслуги» (нагороджений двічі)
- Офіцер Ордена Корони Італії
- Кавалер Колоніального Ордена Зірки Італії
- Великий офіцер Ордена «За заслуги перед Італійською Республікою»